# Phyllachora bromi
Phyllachora bromi är en svampart. Phyllachora bromi ingår i släktet Phyllachora och familjen Phyllachoraceae.  Arten är reproducerande i Sverige.

## Underarter
Arten delas in i följande underarter:
- lloydii
- poae-nemoralis
- bromi